# Storsved
Storsved är en bydel i Munsala i Nykarleby stad i Österbotten, Finland. Storsved ligger 6 km söder om Munsala kyrkby, strax väster intill riksväg 8. 
Storsved gränsar i sydväst till Monå, i väst till Hirvlax, i norr till Munsala kyrkby och i sydost till Jussila.
I Storsved uppförde 1862 tidningsmannen och den självlärde läraren Anders Svedberg Österbottens första folkskola, den kom att bli en föregångare i den finländska skolvärlden. Skolan hade elever i åldrarna 10–40 år, både lärare och elever kom från vida omkring. Pojkarna bodde på internat medan flickorna inackorderades i gårdar i närheten. Skolbyggnaden ritad av länsarkitekt C. A. Setterberg står kvar i sitt ursprungliga utförande och har sedan 1976 verkat som Finlands svenska skolmuseum.
Storsved var ett centrum för den så kallade Munsalaradikalismen.